# John Newman (judoka)
Pour les articles homonymes, voir John Newman.
John Newman (1935-1993) est un judoka britannique.

## Biographie
Né en 1935, John Newman effectue son service dans les Royal Marines de 1954 à 1956. Il est membre de l'équipe britannique qui remporte le titre par équipe aux Championnats d'Europe de judo 1957, ainsi que le titre individuel 1er dan la même année. Il remporte le titre 2e dan l'année suivante. Il part ensuite pour le Japon, à l'Université de Tenri mais se blesse au dos, ce qui met fin à sa carrière internationale en tant que compétiteur. Il encadre cependant l'équipe britannique aux Jeux olympiques de 1964. Il travaille ensuite à la BBC, au Japon puis au Royaume-Uni au service Japon pendant 21 ans. Il reçoit l'Ordre de l'Empire britannique en 1988 et prend sa retraite en 1991 avec la fin du service mondial de la BBC, et revient au Japon pour enseigner à l'Université Nihon. Diabétique, il revient au Royaume-Uni en février 1993 et meurt d'une insuffisance rénale peu après.

## Palmarès
John Newman a été champion d'Europe 1er dan en 1957, et champion d'Europe 2e dan en 1958,.